# Whittonia guianensis
Whittonia guianensis är en tvåhjärtbladig växtart som beskrevs av Noel Yvri Sandwith. Whittonia guianensis ingår i släktet Whittonia och familjen Peridiscaceae. Inga underarter finns listade i Catalogue of Life.